# Quercus depressipes
Quercus depressipes — вид рослин з родини букових (Fagaceae); поширений на півдні США й у гірській Мексиці.

## Опис
Це вічнозелений або майже вічнозелений, кореневищний чагарник, який часто утворює зарості; може виростати до 1 чи 1.5 м заввишки. Кора сіра, луската. Гілочки спочатку коричневі, потім червонувато-сірі, іноді волохаті, з непомітними сочевичками. Листки від довгасто-обернено-яйцюватих до еліптичних або майже округлі, товсті й шкірясті, 1.5–5 × 1–3 см; основа майже серцеподібна; верхівка округла або майже гостра; край плоский, цілий або віддалено зубчастий біля верхівки; верх тьмяно-блакитний, без волосся, за винятком деякого волосся біля основи; низ із численними залозистими, золотистими трихомами, яких не видно неозброєним оком; ніжка гола, завдовжки 1–3 мм. Чоловічі сережки завдовжки 2 см, з численними квітками; жіночі сережки 5–6 мм, з 2 квітками. Жолуді поодинокі або до 3, на ніжці 1.5–3.5 см; горіх жовто-коричневий, еліптичний до яйцеподібної або кулястої форми, 10–15 × 10–11 мм, верхівка округла; чашечка келихоподібна, глибиною 4–7 мм × шириною 8–13 мм, укриває від 1/4 до 1/2 горіха.
Період цвітіння: травень. Період плодоношення: грудень цього ж року.

## Поширення й екологія
Поширений на півдні США (Техас) і в гірській Мексиці (Чихуахуа, Дуранго, Сакатекас, Халіско, Нуево-Леон, Тамауліпас, Сонора, Сіналоа, Сан-Луїс-Потосі, Керетаро).
Населяє трав'янисті місцевості й відкриті лісисті схили; росте на висотах 2100–2600 м.